# Pierre Brunet (juriste)
Pour les articles homonymes, voir Pierre Brunet et Brunet.
 (janvier 2023).
Pierre Brunet (né en 1969) est un juriste français, professeur de droit public à l'Université Paris I Panthéon-Sorbonne (École de droit de la Sorbonne) depuis septembre 2015.

## Biographie
Pierre Brunet obtient un doctorat en droit de l'Université Paris-Nanterre en décembre 1997. Sa thèse, Vouloir pour la nation, le concept de représentation dans la théorie de l'État, est dirigée par Michel Troper, et publiée en 2004.
Il est allocataire-moniteur à l'Université Paris-Nanterre entre 1992 et 1995, puis ATER jusqu'à l'obtention de sa thèse. En 1998, il est nommé maître de conférences en droit public à l'université Paris II (Panthéon-Assas). Il réussit le concours de l'agrégation de droit public en 2000 (3e rang) et est nommé professeur à l'université de Rouen.
Il retrouve l'université de Paris Ouest - Nanterre La Défense (aujourd'hui Université Paris-Nanterre) en 2004 et dirige, à partir de 2006, le Centre de théorie du droit (UMR CNRS Théorie et analyse du droit 7074). Dans ce cadre, il codirige le master de « Théorie et analyse du droit » avec Olivier Cayla (École des hautes études en sciences sociales) puis Rainer Maria Kiesow (Ehess) et Jean-Louis Halpérin (École normale supérieure).
En 2009, il est nommé membre junior de l'Institut universitaire de France pour 5 ans.
Il fut également codirecteur de l'École doctorale de sciences juridiques et politiques de l'Université Paris-Nanterre et responsable du programme de Droit français-Droit italien avec l'Université de Bologne.
Depuis 2015, il est le directeur du LL.M de Droit français et droit européen de l'Université Paris 1 (situé au Centre Broca) et directeur, pour Paris 1, du "Sorbonne Law School - Queen Mary University of London Double LLM" 
Depuis 2016, il est le directeur du Département des Masters de Droit public de l'Ecole de droit de la Sorbonne.
Depuis 2017, il est avec Laurence Dumoulin co-rédacteur en chef de la revue Droit et Société (LGDJ-Lextenso).
Il est membre des comités de rédaction de diverses revues françaises ou étrangères. Il a été professeur invité dans plusieurs universités étrangères (Italie, Japon, Portugal, USA).
Ses travaux portent sur la théorie du droit, la théorie constitutionnelle, le droit constitutionnel (y compris comparé) et le droit administratif (il a écrit des chroniques de droit des contrats administratifs pour la Revue des contrats), le droit des animaux et le droit de l'environnement.
Il est arrivé qu'il prenne position sur des questions de droit constitutionnel (à propos de l'élection présidentielle en France) avec d'autres juristes. Il défend la thèse de l'incompatibilité entre démocratie et constitutionnalisme et critique la thèse du pluralisme ordonné qui rend compte des relations entre les ordres juridiques étatique et européen.

## Principaux ouvrages
- En collaboration avec Pierre Bonin et Soazick Kerneis (dir.), Formes et doctrines de l’État, Paris, Pedone, 2018.
- En collaboration avec K. Hasegawa, H. Yamamoto (dir.), Rencontre franco-japonaise autour des transferts de concepts juridiques, Paris, Mare et Martin, 2014.
- En collaboration avec Denys de Béchillon, Véronique Champeil-Desplats, Eric Millard, L'architecture du droit. Mélanges en l'honneur de Michel Troper, Paris, Economica, 2006.
- En collaboration avec Richard Moulin, Droit public des interventions économiques, LGDJ, collection Droit des affaires, avril 2007 (épuisé).
- Vouloir pour la nation. Le concept de représentation dans la théorie de l'État, préface de Michel Troper, LGDJ-Bruylant-PU Rouen, coll. « La Pensée juridique », 2004, 396 p.